# La Femme à la perle
Pour les articles homonymes, voir Le Bain de Diane.
La Femme à la perle est un tableau réalisé par le peintre français Jean-Baptiste Camille Corot vers 1869. De format vertical, cette huile sur toile est le portrait à mi-corps d'une jeune femme aperçue de trois quarts, par son profil gauche, devant un fond neutre. Les bras croisés, elle y figure portant une fine couronne végétale dont une petite feuille, retombant sur son front, a autrefois été vue comme une perle, ce qui explique le titre qui est resté à l'œuvre. Passée entre les mains de Jean Dollfus, cette dernière est conservée depuis 1912 au musée du Louvre, à Paris.